# Mistrzostwa Rumunii w rugby union (1951)
Mistrzostwa Rumunii w rugby union 1951 – trzydzieste szóste mistrzostwa Rumunii w rugby union. 
Z grona szesnastu rywalizujących drużyn najlepszy okazał się zespół CS Dinamo Bukareszt, zdobywając swój pierwszy tytuł mistrza kraju.